# Штефан Герец
Штефан Герец (словац. Štefan Gerec, нар. 10 листопада 1992, Любохня) — словацький футболіст, нападник клубу «Ружомберок». Володар Кубка Словаччини.

## Ігрова кар'єра
Штефан Герец народився 10 листопада 1992 року в місті Любохня, та є вихованцем футбольної школи клубу «Ружомберок». У 2012 році розпочав виступи в основній команді клубу, проте відразу до основного складу команди не пробився, і в 2013 році керівництво клубу відправило нападника в оренду до клубу «ДАК 1904», а в другій половині року до клубу «Подбрезова», де Герец став одним із основних бомбардирів команди, відзначившись 15 забитими голами в 36 проведених матчах за клуб.
У 2015 році Герец повернувся до клубу «Ружомберок», проте й цього разу гравцем основного складу не став, і за короткий час нападника відправили в оренду до клубу «Татран» (Ліптовський Мікулаш), в якому Герец грав до 2017 року, та також став одним із кращих бомбардирів команди, забивши в 37 матчах за клуб 15 голів.
У 2017 році Штефан Герец повернувся з оренди до клубу «Ружомберок», після чого став гравцем основи клубу. Станом на 13 травня 2025 року відіграв за команду 208 матчів в національному чемпіонаті, в яких відзначився 32 забитими голами. У складі клубу футболіст у сезоні 2023—2024 років став володарем Кубка Словаччини.

## Титули і досягнення
- Володар Кубка Словаччини (1):

«Ружомберок»: 2023–2024